# Westeuropaliga 2021/2022 (Springreiten)
Die Westeuropaliga des Springreitweltcup 2021/2022 (Longines FEI Jumping World Cup 2021–2022, Western European League) war die 43. Saison der west- und mitteleuropäischen Liga des Springreitweltcups. Der Weltcup gilt im Bereich der Westeuropaliga als wichtigste Turnierserie in der Hallensaison.

## Ablauf der Turnierserie
Nachdem während der COVID-19-Pandemie bereits das Weltcupfinale 2020 entfallen war, traf dies in der Saison 2020/2021 die gesamte Saison der Westeuropaliga. Das Weltcupfinale 2021 sollte zunächst stattfinden. Nach einem Ausbruch des Equinen Herpesvirus 1 (EHV-1) bei einem Turnier in Valencia, welches durch weiterreisende Pferde in Folge auf anderen Turnieren eingeschleppt wurde, untersagte die FEI jedoch alle europäischen Turniere vom Anfang März bis zum 11. April 2021. Damit konnte auch das Weltcupfinale 2021 in Göteborg nicht durchgeführt werden.
Die Weltcupsaison 2021/2022 startete unter gemischten Vorzeichen, nicht in allen europäischen Ländern war die Durchführung von großen Hallenveranstaltungen mit Zuschauern wieder möglich bzw. wirtschaftlich durchführbar. Die ursprünglich vorgesehenen Etappen in Helsinki (Ende Oktober) und Stuttgart (Mitte November 2021) kamen daher nicht zustande. Dennoch konnten sechs Weltcupturniere der Westeuropaliga bis zu den Weihnachtstagen 2021 ausgetragen werden. Reiter, die erst in der zweiten Saisonhälfte in den Weltcup einsteigen wollten, verpassten jedoch die Westeuropaligasaison 2021/2022: Beginnend mit dem Turnier in Mechelen in der letzten Woche 2021 bis hin zum Weltcupturnier in Göteborg im Februar 2022 wurden alle fünf Turniere in den folgenden Monaten bis zum Weltcupfinale abgesagt.
Der Titelsponsor der Turnierserie war weiterhin der Schweizer Uhrenhersteller Longines. Alle Turniere der Westeuropaliga waren als CSI 5*, der höchsten Kategorie im Springreiten, ausgeschrieben. Sie wurden mit dem Zusatz -W (also CSI 5*-W) gekennzeichnet, um sie als Weltcupturniere kenntlich zu machen. Die besten 18 Reiter der Westeuropaliga sowie Zusatzteilnehmer („extra competitors“) haben sich für das Weltcupfinale 2022 qualifiziert. Die Wertungsprüfung eines Weltcupturniers der Westeuropaliga findet meistens am Sonntagnachmittag statt.
Ausgeschrieben waren die Weltcupspringen als Springprüfung mit einmaligem Stechen. Die Höhe der Hindernisse betrug bis zu 1,60 Meter bzw. bis zu 1,65 Meter. Die Anforderungen an das Preisgeld stiegen, je Wertungsprüfung waren mindestens 175.000 Schweizer Franken auszuschütten.

## Die Prüfungen

### Oslo
Daten: 17. Oktober 2021 ab 15 Uhr beim CSI 5*-W-Turnier „Oslo Horse Show“, Telenor-Arena, Oslo
|             | Reiter          | Pferd             | 1. Umlauf | 1. Umlauf   | Stechen  | Stechen | Wertungs- punkte |
| Strafpunkte | Reiter          | Pferd             | Zeit (s)  | Strafpunkte | Zeit (s) |         | Wertungs- punkte |
| ----------- | --------------- | ----------------- | --------- | ----------- | -------- | ------- | ---------------- |
| 1           | Kevin Jochems   | Turbo Z           | 0         | –           | 0        | 44,77   | 20               |
| 2           | Pieter Clemens  | Hulde G           | 0         | –           | 0        | 46,09   | 17               |
| 3           | Jens Fredricson | Markan Cosmopolit | 0         | –           | 0        | 46,72   | 15               |

(Plätze eins bis drei von insgesamt 35 Teilnehmern)

### Lyon
Daten: 31. Oktober 2021 ab 13:30 Uhr beim CSI 5*-W-Turnier „Equitá Lyon“, Messegelände Eurexpo, Lyon
|             | Reiter                     | Pferd         | 1. Umlauf | 1. Umlauf   | Stechen  | Stechen | Wertungs- punkte |
| Strafpunkte | Reiter                     | Pferd         | Zeit (s)  | Strafpunkte | Zeit (s) |         | Wertungs- punkte |
| ----------- | -------------------------- | ------------- | --------- | ----------- | -------- | ------- | ---------------- |
| 1           | Martin Fuchs               | Turbo Z       | 0         | –           | 0        | 34,50   | 20               |
| 2           | Eduardo Pereira de Menezes | Chaganus      | 0         | –           | 0        | 35,14   | 17               |
| 3           | Max Kühner                 | Elektric Blue | 0         | –           | 0        | 35,87   | 15               |

(Plätze eins bis drei von insgesamt 40 Teilnehmern)

### Verona
Daten: 7. November 2021 ab 14:15 Uhr beim CSI 5*-W-Turnier „Jumping Verona“, Messegelände Veronafiere, Verona
|             | Reiter                  | Pferd          | 1. Umlauf | 1. Umlauf   | Stechen  | Stechen | Wertungs- punkte |
| Strafpunkte | Reiter                  | Pferd          | Zeit (s)  | Strafpunkte | Zeit (s) |         | Wertungs- punkte |
| ----------- | ----------------------- | -------------- | --------- | ----------- | -------- | ------- | ---------------- |
| 1           | Simon Delestre          | Ryan           | 0         | –           | 0        | 37,32   | 20               |
| 2           | Kendra Claricia Brinkop | Kastelle Memo  | 0         | –           | 0        | 37,80   | 17               |
| 3           | Denis Lynch             | Chopin's Bushi | 0         | –           | 0        | 38,62   | 15               |

(Plätze eins bis drei von insgesamt 39 Teilnehmern)

### Madrid
Daten: 28. November 2021 ab 13 Uhr beim CSI 5*-W-Turnier „Madrid Horse Week“, Feria de Madrid, Madrid
|             | Reiter           | Pferd                | 1. Umlauf | 1. Umlauf   | Stechen  | Stechen | Wertungs- punkte |
| Strafpunkte | Reiter           | Pferd                | Zeit (s)  | Strafpunkte | Zeit (s) |         | Wertungs- punkte |
| ----------- | ---------------- | -------------------- | --------- | ----------- | -------- | ------- | ---------------- |
| 1           | Julien Epaillard | Billabong du Roumois | 0         | –           | 0        | 41,24   | 20               |
| 2           | David Will       | C Vier               | 0         | –           | 0        | 42,71   | 17               |
| 3           | Denis Lynch      | Chopin's Bushi       | 0         | –           | 0        | 42,87   | 15               |

(Plätze eins bis drei von insgesamt 40 Teilnehmern)

### A Coruña
Daten: 12. Dezember 2021 ab 17 Uhr beim CSI 5*-W-Turnier „Casas Novas - Winter Edition“, Reithalle des Centro Hípico Casas Novas, Arteixo bei A Coruña
|             | Reiter                        | Pferd                      | 1. Umlauf | 1. Umlauf   | Stechen  | Stechen | Wertungs- punkte |
| Strafpunkte | Reiter                        | Pferd                      | Zeit (s)  | Strafpunkte | Zeit (s) |         | Wertungs- punkte |
| ----------- | ----------------------------- | -------------------------- | --------- | ----------- | -------- | ------- | ---------------- |
| 1           | Philipp Schulze Topphoff      | Concordess NRW             | 0         | –           | 0        | 37,69   | 20               |
| 2           | Grégory Cottard               | Bibici                     | 0         | –           | 0        | 37.78   | 17               |
| 3           | Angelica Augustsson Zanotelli | Kalinka van de Nachtegaele | 0         | –           | 0        | 38,39   | 15               |

(Plätze eins bis drei von insgesamt 39 Teilnehmern)

### London
Daten: 19. Dezember 2021 ab 14:30 Uhr beim CSI 5*-W-Turnier „London International Horse Show“, Exhibition Centre London, London
|             | Reiter          | Pferd              | 1. Umlauf | 1. Umlauf   | Stechen  | Stechen | Wertungs- punkte |
| Strafpunkte | Reiter          | Pferd              | Zeit (s)  | Strafpunkte | Zeit (s) |         | Wertungs- punkte |
| ----------- | --------------- | ------------------ | --------- | ----------- | -------- | ------- | ---------------- |
| 1           | Harry Charles   | Stardust           | 0         | –           | 0        | 35,91   | 20               |
| 2           | Harrie Smolders | Monaco             | 0         | –           | 0        | 36.77   | 17               |
| 3           | John Whitaker   | Unick du Francport | 0         | –           | 0        | 37,50   | 15               |

(Plätze eins bis drei von insgesamt 35 Teilnehmern)

## Gesamtwertung
Die besten 18 Reiter aus den Staaten im Bereich der Westeuropaliga qualifizierten sich nach Abschluss aller Wertungsprüfungen für das Weltcupfinale. Der Brasilianer Eduardo Menezes qualifizierte sich daneben als zusätzlicher Reiter aus anderen Staaten über die Westeuropaliga für das Weltcupfinale, da er im Bereich der Mittel-/ Westeuropaliga wohnhaft war.
Üblicherweise können westeuropäischen Reiter auch in der nordamerikanischen Weltcupliga Punkte sammeln (siehe „weitere“ in der nachfolgenden Tabelle). Ergebnisse, die nach Abschluss der Etappe von London erzielt wurden, rechnete die FEI jedoch nicht mehr an. Dies betraf insbesondere das Weltcupspringen von Ocala im März 2022, wo Bertram Allen und André Thieme unter die besten drei des Weltcupspringens kamen.
Wertungspunkte aus anderen Weltcupligen der Welt wurden gar nicht in die Westeuropaliga übernommen. Das Regelwerk findet sich im Hauptartikel zum Springreitweltcup.
|    | Reiter                        | Oslo | Lyon | Verona | Madrid | A Coruña | London | weitere | Wertungs- punkte |
| -- | ----------------------------- | ---- | ---- | ------ | ------ | -------- | ------ | ------- | ---------------- |
| 1  | Denis Lynch                   | –    | 7    | 15     | 15     | 0        | 2      | –       | 39               |
| 2  | Harry Charles                 | 11   | –    | –      | 7      | –        | 20     | –       | 38               |
| 3  | Eduardo Pereira de Menezes    | –    | 17   | –      | 5      | 11       | –      | –       | 33               |
| 4  | Kevin Jochems                 | 20   | 10   | –      | –      | –        | –      | –       | 30               |
| 4  | Martin Fuchs                  | –    | 20   | 0      | 0      | –        | 10     | –       | 30               |
| 6  | Julien Epaillard              | –    | 3    | –      | 20     | 6        | –      | –       | 29               |
| 7  | Pieter Clemens                | 17   | –    | –      | 6      | 4        | –      | –       | 27               |
| 8  | Jens Fredricson               | 15   | –    | 12     | –      | –        | –      | –       | 27               |
| 9  | Max Kühner                    | –    | 15   | 0      | 11     | –        | 0      | –       | 26               |
| 10 | Christian Kukuk               | 12   | –    | 13     | –      | –        | –      | –       | 25               |
| 11 | John Whitaker                 | –    | –    | 8      | –      | –        | 15     | –       | 23               |
| 12 | Jack Whitaker                 | 3    | –    | –      | 9      | –        | 9      | –       | 21               |
| 13 | Philipp Schulze Topphoff      | –    | –    | –      | –      | 20       | –      | –       | 20               |
| 13 | Simon Delestre                | –    | 0    | 20     | 0      | 0        | –      | –       | 20               |
| 15 | Kendra Claricia Brinkop       | –    | 0    | 17     | –      | –        | –      | –       | 17               |
| 15 | David Will                    | –    | –    | –      | 17     | –        | –      | –       | 17               |
| 15 | Grégory Cottard               | –    | –    | –      | –      | 17       | –      | –       | 17               |
| 15 | Harrie Smolders               | –    | –    | –      | –      | –        | 17     | –       | 17               |
| 19 | Marcus Ehning                 | 0    | 0    | –      | 13     | 0        | 3      | –       | 16               |
| 20 | Angelica Augustsson Zanotelli | –    | –    | –      | –      | 15       | –      | –       | 15               |
| 21 | Noora Forstén                 | 0    | –    | 7      | 0      | –        | 8      | –       | 15               |

## Weltcupfinale
Zum dritten Mal wird das Weltcupfinale der Springreiter in Leipzig ausgetragen. Das Finalturnier, bei dem wie bereits 2011 drei weitere Pferdesportdisziplinen ihr Weltcupfinale austragen, wird vom 6. bis zum 10. April 2022 auf dem Neuen Leipziger Messegelände durchgeführt.